# Gefangenenrate

Gefangenenrate in Gefangene pro 100.000 Einwohner. Stand 2018

Die Gefangenenrate (auch Gefangenenquote, Inhaftierungsquote, Gefangenenziffer oder Inhaftierungsrate) ist eine Größe aus der statistischen Soziologie. Sie gibt an, welcher Anteil der Bevölkerung eines Landes in Haft ist. Üblicherweise wird sie in Gefangenen pro 100.000 Einwohner angegeben. In westeuropäischen Ländern liegt sie bei etwa 100 Gefangenen pro 100.000 Einwohner. Die höchsten Gefangenenraten weltweit haben die Vereinigten Staaten, El Salvador und Turkmenistan mit 639, 564 und 552 Gefangenen pro 100.000 Einwohner, die niedrigsten die Zentralafrikanische Republik und Guinea-Bissau mit 16 und 10 pro 100.000 (Erhebungen im Zeitraum 2015 bis 2021; für San Marino ist 2020 die Rate 0, aber ohne die Gefangenen, die in Italien ihre Strafe verbüßen).

## Situation in Deutschland
In Deutschland beträgt die Gefangenenrate 69 von 100.000 (Stand 2020). Im Vergleich der Bundesländer auf Basis der Daten des Jahres 2020 hatten Hamburg, Nordrhein-Westfalen und Berlin mit 95, 88 und 84 von 100.000 die höchsten Werte. Die niedrigste Gefangenenrate unter den Bundesländern hatte Schleswig-Holstein mit 38 von 100.000. Die Sanktionsforscher Frieder Dünkel und Bernd Geng erklären dies damit, dass Schleswig-Holstein „seit jeher eine ‚reduktionistische Einsperrungspolitik‘ betrieben hat.“
Unter den Inhaftierten sind stabil seit Jahrzehnten etwa fünf Prozent Frauen. Spezielle Gefangenenraten der weiblichen Bevölkerung werden nicht ermittelt.
Seit 2000 sinkt die Gefangenenrate in Deutschland. 2018 waren in deutschen Gefängnissen noch 50.957 Strafgefangene im geschlossenen oder offenen Vollzug inhaftiert. Zusätzlich verbüßten 3.701 Personen eine Jugendstrafe. Die Zahl der Sicherungsverwahrten belief sich auf 566.

## Situation in Österreich
In Österreich beträgt die Gefangenenrate 95 von 100.000 (Stand Februar 2020). In den vorhergehenden zwei Jahrzehnten zeichnet sich, nach einem klaren Aufwärtstrend Anfang der 2000er-Jahre, wieder ein leichter Abwärtstrend ab. Während die Rate 2006 mit 107 Gefangenen auf 100.000 Einwohner einen Höchststand erreicht hat, ist sie seitdem wieder am Sinken und liegt seit 2015 wieder unter 100.
Da Strafrecht, Strafverfolgung und Strafvollzug in Österreich anders als in Deutschland einheitlich Aufgabe des Bundes sind, ist eine Aufschlüsselung nach Bundesländern nicht möglich.

## Situation in der Schweiz und Liechtenstein
In der Schweiz beträgt die Gefangenenrate 73 von 100.000 (Stand 2021). In Liechtenstein beträgt die Gefangenenrate 23 von 100.000 (Stand 2020) ohne die zu mehr als zwei Jahren Haft verurteilten Gefangenen, die ihre Strafe in der Schweiz oder in Österreich verbüßen.